# Bartramia crispo-ithyphylla
Bartramia crispo-ithyphylla är en bladmossart som beskrevs av C. Müller 1896. Bartramia crispo-ithyphylla ingår i släktet äppelmossor, klassen egentliga bladmossor, divisionen bladmossor och riket växter. Inga underarter finns listade i Catalogue of Life.